# Modell Trió
A Modell Trió  Ismert manökenekből álló lánycsapat volt, Halász Ilona, Liener Márta és Sütő Enikő alkotta. Rövid ideig, Hajós Judit is tagja volt.
A Modell Trió a Sugár reklámarcának, Liener Mártának ötletére alakult, akkori férje, Deák Miklós is támogatta. Az együttes úgy jött lére, hogy egy közös fellépésnél hazafelé énekeltek a manökenek, ami Delhusa Gjont megihlette, és dalt írt.
Az egykori Rákóczi Kiadó gondozásában jelent meg bemutatkozó albumuk a „Titkos kapcsolat", egy nyolcszögletű borítóban a kerek bakelit kék színben nyomva.
A Modell Trió Titkos kapcsolat című albumát a Rákóczi Hanglemezkiadó és Manager Iroda adta ki az MTV megbízása alapján. 
Rövid ideig, Hajós Judit is tagja volt az együttesnek. A lányok közül egyedül Liener Mártának volt komolyabb zenei előélete, de indhármuknak volt némi zenei múltja: Sütő Enikő évekig zongorázott és gyermekkórusban énekelt, Halász Ilona pedig kisiskolásként énekversenyeket nyert. A Modell Triónak 1989-ben jelent meg Titkos kapcsolat című lemeze. A dalok szerzői: Delhusa Gjon, Flipper Öcsi, Kozma Tibor, Rusznák Iván, Mischl Róbert, Kovács Tamás.
A dalokhoz koreográfia is készült, fellépéseiken láthatták. Egy koncertjükról: 

„a legvégén, bedobják az igazi sikerszámot,a lemezük címadó dalát, a „Titkos kapcsolat”-ot. Igen, megvan a siker. Kétszer is visszahívják a lányokat a vége előtt. Autogram trikókon, testen Parancsnoki szoba, az öltöző előtt, nagy a tumultus. ....…”

– Mai Nap, 1989. augusztus (1. évfolyam, 151-171. szám)1989-08-20 / 161. szám